# Cnesmone hainanensis
Cnesmone hainanensis är en törelväxtart som först beskrevs av Elmer Drew Merrill och Woon Young Chun, och fick sitt nu gällande namn av Léon Camille Marius Croizat. Cnesmone hainanensis ingår i släktet Cnesmone och familjen törelväxter.
Artens utbredningsområde är Hainan (Kina). Inga underarter finns listade i Catalogue of Life.